# Khanty-Mansijsk
Khanty-Mansijsk (russisk: Ха́нты-Манси́йск, tr. Khánty-Mansíjsk) er en by i Khanty-Mansíjskij autonome okrug i den Russisk Føderation. Khanty-Mansijsk er administrativt center i okrugen og har 105.995 (2022) indbyggere. Byen er et vigtigt center for olieudvinding i området, og ligger ved floden Irtysjs østbred 15 km før dens udmunding i Ob.

## Historie
Khanty-Mansijsk blev grundlagt i 1931  som en kosakby. I 1930 blev bosættelsen kendt under navnet Ostjako-Vogulsk (russisk: Остяко-Вогульск), opkaldt efter de ældre betegnelser ostjaker og voguler for khanty- og mansij-folkene. I 1940 blev navnet ændret til Khanty-Mansijsk, og i 1950 blev bosættelsen slået sammen med landsbyen Samarovo og fik bystatus.
På grunnd af områdets omfattende olieindustri er Khanty-Mansijsk en velstående by med stor vækst. Der var 34.462 indbyggere i 1989 og 53.953 indbyggere i 2002, hvilket var øget til 80.151 indbyggere ved folketællingen i 2010.
Byen er center for ski- og snowboardsport.